# Gymnoglossum
Gymnoglossum là một chi nấm trong họ Bolbitiaceae.